# Jan Grzbiela
Jan Grzbiela (ur. 24 stycznia 1902 w Wojtowej Wsi, zm. 1 grudnia 1989 w Bielsku-Białej) – polski harcmistrz i działacz społeczny, powstaniec śląski, burmistrz Tarnowskich Gór (1939), wojewoda opolski (1942–1945)[wymaga weryfikacji?], wiceprezydent Bielska (1945–1951), poseł na Sejm PRL V kadencji (1969–1972).

## Życiorys
Po ukończeniu szkoły powszechnej w Wojtowej Wsi został urzędnikiem w biurze Powiatowej Kasy Chorych w Gliwicach. W 1917 przystąpił do Towarzystwa Gimnastycznego „Sokół” w Gliwicach. W 1920 członek Polskiego Pogotowia Młodzieżowego, współtworzył drużynę harcerską im. Tadeusza Kościuszki działającą na ziemi gliwickiej. W listopadzie 1920 został drużynowym z ramienia Inspektoratu Harcerskiego w Bytomiu. Walczył w III powstaniu śląskim. Pracując w Urzędzie Wojewódzkim Śląskim, zdobywał wykształcenie. W 1934 uzyskał dyplom absolwenta Wydziału Prawa i Administracji Uniwersytetu Jagiellońskiego. Od 1935 pełnił obowiązki naczelnika gminy Piotrowice Śląskie, a od 1936 Hajduki Wielkie. W 1939 był burmistrzem Tarnowskich Gór, we wrześniu 1939 został komendantem obrony miasta. W czasie II wojny światowej działał w Związku Walki Zbrojnej–Armii Krajowej. Został mianowany wojewodą opolskim przez rząd emigracyjny RP. Był pełnomocnikiem „Pasieki” (Kwatery Głównej Szarych Szeregów) na obszar górnośląski, opolski i cieszyński. W latach 1945–1951 pracował jako wiceprezydent Bielska, był również wiceprzewodniczącym prezydium Miejskiej Rady Narodowej (1956). Po 1950 zatrudniony w Wojewódzkiej Radzie Narodowej w Opolu. W latach 1957–1969 był zastępcą przewodniczącego WRN w Katowicach. 
W 1945 wstąpił do Stronnictwa Demokratycznego. Od 1959 stał na czele struktur partii na Górnym Śląsku. W 1969 wybrany na posła na Sejm PRL V kadencji z okręgu Katowice. Zasiadał w Komisjach Gospodarki Morskiej i Żeglugi oraz Zdrowia i Kultury Fizycznej. Po odejściu z Sejmu pełnił m.in. obowiązki wicewojewody bielskiego oraz przewodniczącego Wojewódzkiej Rady Narodowej w Bielsku-Białej.
Odznaczony Krzyżem Komandorskim, Oficerskim i Kawalerskim Orderu Odrodzenia Polski, Orderem Sztandaru Pracy II klasy, Złotym Krzyżem Zasługi (1947), Krzyżem na Śląskiej Wstędze Waleczności i Zasługi oraz Medalem „Za zasługi dla obronności kraju”. Pochowany wraz z m.in. żoną Olgą z domu Chwastek (dr nauk medycznych, 1904–1982) w grobie rodzinnym na cmentarzu komunalnym w bielskiej dzielnicy Kamienica. Miał trzech synów.